# Mariene ecoregio Tunesisch Plateau/Golf van Sidra
De Mariene ecoregio Tunesisch Plateau/Golf van Sidra (33) (Engels: Tunisian Plateau/Gulf of Sidra marine ecoregion) is een biogeografische regio en ligt in het zuiden van de Middellandse Zee in de Mariene provincie Middellandse Zee (4) in het Marien rijk Gematigde Noordelijke Atlantische Oceaan. De mariene ecoregio is vastgesteld door het World Wide Fund for Nature en The Nature Conservancy en is vernoemd naar het continentaal plat van Tunesië en de Golf van Sidra.
In het noordwesten grenst het gebied aan de mariene ecoregio Westelijke Middellandse Zee (35), in het noorden aan de mariene ecoregio Ionische Zee (34) en in het oosten aan de mariene ecoregio Levantijnse Zee (32). Naar het noordoosten ligt de mariene ecoregio Egeïsche zee (31).

## Geografie
De mariene ecoregio ligt in het zuiden van de Middellandse Zee voor de oostkust van Tunesië en de noordkust van Libië. Het gebied ligt in de Libische Zee en strekt zich uit van Kaap Bon in het westen tot de stad Derna, inclusief de Golf van Sidra en de eilanden Lampedusa, Linosa en de Kerkenna-eilanden, maar exclusief het eiland Pantelleria en exclusief Malta.
Het gebied kenmerkt zich door slechts lokale zeestromingen in deze zee.

## Biogeografie
Het gebied kent zeeleven dat houdt van gematigde temperaturen.